# Подтопление
Подтопле́ние — проникновение воды в подвалы через канализационную сеть, по разного рода канавам, подъём общего уровня грунтовых вод. Возникает в результате повышения горизонтов воды в реках при возведении таких гидротехнических сооружений как водохранилище, русловые плотины, судоходные каналы, насыщенных ранее безводным грунтом при фильтрации воды через дно и берега каналов.  Характеризуются потерями воды из водопроводной и канализационных сетей, заилением русел рек. Естественной причиной подтопления является подъём уровня воды в море.
При данном явлении наблюдается заболачивание почвы, а также снижение продуктивности лугов, полей и лесов. Ухудшается санитарная обстановка местности, происходит разрушения здания. К подтопленным относят территории, где уровень грунтовых вод поднялся на глубину, которая недопустима для её хозяйственного использования: для лугов на 0,6—0,9 м; пашни — 0,8—1,4 м; садов — 1,2—1,8 м; мелких населённых пунктов — 1,5—2 м; городов — 3—4 м. и тд